# Liste der Formel-1-Werbetrophäen-Gewinner
Die Liste der Formel-1-Werbetrophäen-Gewinner listet alle Gewinner der drei FOA-Werbepreise, der ASN-Trophäe (auch Bernie-Ecclestone-Preis) für den besten nationalen Verband (seit 1989) sowie der aktuell eingestellten Veranstalter-Trophäe für den besten Veranstalter eines Formel-1-Rennens (1975–2019) und der TV-Trophäe für den besten Fernsehsender (2004–2013) auf.

## ASN-Trophäe
Mit diesem Preis, auch Bernie-Ecclestone-Preis genannt, wird der Verband ausgezeichnet, dessen Fahrer in einer Saison der Formel-1-Weltmeisterschaft addiert die meisten Punkte einfahren konnten.

### Siegerliste
| Saison | Verband                                   | Nation                 | Punkte | Fahrer (Punkte) |
| ------ | ----------------------------------------- | ---------------------- | ------ | --- |
| 1989   | Associação Automobilística do Brasil      | Brasilien 1968         | 76,0   | Ayrton Senna (60), Nelson Piquet (12), Maurício Gugelmin (4)                                                                    |
| 1990   | Associação Automobilística do Brasil      | Brasilien 1968         | 128,0  | Ayrton Senna (78), Nelson Piquet (43), Roberto Moreno (6), Maurício Gugelmin (1)                                                |
| 1991   | Associação Automobilística do Brasil      | Brasilien 1968         | 130,5  | Ayrton Senna (96), Nelson Piquet (26,5), Roberto Moreno (8)                                                                     |
| 1992   | Motor Sports Association                  | Vereinigtes Konigreich | 148,0  | Nigel Mansell (108), Martin Brundle (38), Johnny Herbert (2)                                                                    |
| 1993   | Motor Sports Association                  | Vereinigtes Konigreich | 108,0  | Damon Hill (69), Martin Brundle (13), Johnny Herbert (11), Mark Blundell (10), Derek Warwick (4), Eddie Irvine (1)              |
| 1994   | Motor Sports Association                  | Vereinigtes Konigreich | 148,0  | Damon Hill (91), Martin Brundle (16), David Coulthard (14), Nigel Mansell (13), Mark Blundell (8), Eddie Irvine (6)             |
| 1995   | Motor Sports Association                  | Vereinigtes Konigreich | 193,0  | Damon Hill (69), David Coulthard (49), Johnny Herbert (45), Mark Blundell (13), Eddie Irvine (10), Martin Brundle (7)           |
| 1996   | Motor Sports Association                  | Vereinigtes Konigreich | 138,0  | Damon Hill (97), David Coulthard (18), Eddie Irvine (11), Martin Brundle (8), Johnny Herbert (4)                                |
| 1997   | Motor Sports Association                  | Vereinigtes Konigreich | 82,0   | David Coulthard (36), Eddie Irvine (24), Johnny Herbert (15), Damon Hill (7)                                                    |
| 1998   | Motor Sports Association                  | Vereinigtes Konigreich | 124,0  | David Coulthard (56), Eddie Irvine (47), Damon Hill (20), Johnny Herbert (1)                                                    |
| 1999   | Motor Sports Association                  | Vereinigtes Konigreich | 144,0  | Eddie Irvine (74), David Coulthard (48), Johnny Herbert (15), Damon Hill (7)                                                    |
| 2000   | ADAC                                      | Deutschland            | 143,0  | Michael Schumacher (108), Ralf Schumacher (24), Heinz-Harald Frentzen (11)                                                      |
| 2001   | ADAC                                      | Deutschland            | 190,0  | Michael Schumacher (123), Ralf Schumacher (49), Nick Heidfeld (12), Heinz-Harald Frentzen (6)                                   |
| 2002   | ADAC                                      | Deutschland            | 195,0  | Michael Schumacher (144), Ralf Schumacher (42), Nick Heidfeld (7), Heinz-Harald Frentzen (2)                                    |
| 2003   | ADAC                                      | Deutschland            | 170,0  | Michael Schumacher (93), Ralf Schumacher (58), Heinz-Harald Frentzen (13), Nick Heidfeld (6)                                    |
| 2004   | ADAC                                      | Deutschland            | 177,0  | Michael Schumacher (148), Ralf Schumacher (24), Nick Heidfeld (3), Timo Glock (2)                                               |
| 2005   | Real Federación Española de Automovilismo | Spanien                | 137,0  | Fernando Alonso (133), Pedro de la Rosa (4)                                                                                     |
| 2006   | ADAC                                      | Deutschland            | 168,0  | Michael Schumacher (121), Nick Heidfeld (23), Ralf Schumacher (20), Nico Rosberg (4)                                            |
| 2007   | AKK-Motorsport                            | Finnland               | 140,0  | Kimi Räikkönen (110), Heikki Kovalainen (30)                                                                                    |
| 2008   | ADAC                                      | Deutschland            | 137,0  | Nick Heidfeld (60), Sebastian Vettel (35), Timo Glock (25), Nico Rosberg (17)                                                   |
| 2009   | ADAC                                      | Deutschland            | 166,5  | Sebastian Vettel (84), Nico Rosberg (34,5), Timo Glock (24), Nick Heidfeld (19), Adrian Sutil (5)                               |
| 2010   | ADAC                                      | Deutschland            | 545,0  | Sebastian Vettel (256), Nico Rosberg (142), Michael Schumacher (72), Adrian Sutil (47), Nico Hülkenberg (22), Nick Heidfeld (6) |
| 2011   | ADAC                                      | Deutschland            | 633,0  | Sebastian Vettel (392), Nico Rosberg (89), Michael Schumacher (76), Adrian Sutil (42), Nick Heidfeld (34)                       |
| 2012   | ADAC                                      | Deutschland            | 486,0  | Sebastian Vettel (281), Nico Rosberg (93), Nico Hülkenberg (63), Michael Schumacher (49)                                        |
| 2013   | ADAC                                      | Deutschland            | 648,0  | Sebastian Vettel (397), Nico Rosberg (171), Nico Hülkenberg (51), Adrian Sutil (29)                                             |
| 2014   | ADAC                                      | Deutschland            | 580,0  | Nico Rosberg (317), Sebastian Vettel (167), Nico Hülkenberg (96)                                                                |
| 2015   | ADAC                                      | Deutschland            | 658,0  | Nico Rosberg (322), Sebastian Vettel (278), Nico Hülkenberg (58)                                                                |
| 2016   | ADAC                                      | Deutschland            | 670,0  | Nico Rosberg (385), Sebastian Vettel (212), Nico Hülkenberg (72), Pascal Wehrlein (1)                                           |
| 2017   | AKK-Motorsport                            | Finnland               | 510,0  | Valtteri Bottas (305), Kimi Räikkönen (205)                                                                                     |
| 2018   | AKK-Motorsport                            | Finnland               | 498,0  | Kimi Räikkönen (251), Valtteri Bottas (247)                                                                                     |
| 2019   | Motor Sports Association                  | Vereinigtes Konigreich | 462,0  | Lewis Hamilton (413), Lando Norris (49)                                                                                         |
| 2020   | Motor Sports Association                  | Vereinigtes Konigreich | 447,0  | Lewis Hamilton (347), Lando Norris (97), George Russell (3)                                                                     |
| 2021   | Motor Sports Association                  | Vereinigtes Konigreich | 563,5  | Lewis Hamilton (387,5), Lando Norris (160), George Russell (16)                                                                 |
| 2022   | Motor Sports Association                  | Vereinigtes Konigreich | 637,0  | George Russell (275), Lewis Hamilton (240), Lando Norris (122)                                                                  |
| 2023   | Motor Sports Association                  | Vereinigtes Konigreich | 614,0  | Lewis Hamilton (234), Lando Norris (205), George Russell (175)                                                                  |
| 2024   | Motor Sports Association                  | Vereinigtes Konigreich | 842,0  | Lando Norris (374), George Russell (245), Lewis Hamilton (223)                                                                  |

1. ↑  Der britische Verband gewann 1997 mit nur 82 Punkten die ASN-Trophäe, da Michael Schumacher (78 Punkte) wegen Unsportlichkeit aus der Wertung genommen wurde.
2. 1 2 3 4 5 6 7 8 9 10 11 12 13 14 15  Obwohl in Deutschland eigentlich der Deutsche Motor Sport Bund den Status des deutschen ASN hat (franz.: Autorité Sportive Nationale, Träger der nationalen Sporthoheit), wurde der Preis an den ADAC (Trägerverband des DMSB) vergeben. Alle Fahrer sind Mitglieder des ADAC.

### Nach Verbänden
Verbände, die in der aktuellen Saison wenigstens einen Fahrer stellen, sind grau hinterlegt.
| Platz | Verband                                   | Nation                 | Siege | Jahre                                                                                    |
| ----- | ----------------------------------------- | ---------------------- | ----- | ---------------------------------------------------------------------------------------- |
| 01    | ADAC (DMSB)                               | Deutschland            | 15    | 2000, 2001, 2002, 2003, 2004, 2006, 2008, 2009, 2010, 2011, 2012, 2013, 2014, 2015, 2016 |
| 02    | Motor Sports Association                  | Vereinigtes Konigreich | 14    | 1992, 1993, 1994, 1995, 1996, 1997, 1998, 1999, 2019, 2020, 2021, 2022, 2023, 2024       |
| 03    | Associação Automobilística do Brasil      | Brasilien 1968         | 03    | 1989, 1990, 1991                                                                         |
|       | AKK-Motorsport                            | Finnland               | 03    | 2007, 2017, 2018                                                                         |
| 05    | Real Federación Española de Automovilismo | Spanien                | 01    | 2005                                                                                     |

1. ↑  Obwohl in Deutschland eigentlich der Deutsche Motor Sport Bund den Status des deutschen ASN hat (franz.: Autorité Sportive Nationale, Träger der nationalen Sporthoheit), wurde der Preis an den ADAC (Trägerverband des DMSB) vergeben. Alle Fahrer sind Mitglieder des ADAC.

## Veranstalter-Trophäe
Mit diesem Preis wird der beste Veranstalter eines Formel-1-Rennens ausgezeichnet. Anfangs wurde der Preis von der Konstrukteurs-Vereinigung FOCA vergeben, weswegen dieser Verband bis zuletzt auf dem Pokal stand.
| Saison | Großer Preis   | Strecke                                       |
| ------ | -------------- | --------------------------------------------- |
| 1975   | Monaco         | Circuit de Monaco                             |
| 1976   | USA West       | Long Beach Grand Prix Circuit                 |
| 1977   | Großbritannien | Silverstone Circuit                           |
| 1978   | Großbritannien | Brands Hatch                                  |
| 1979   | Italien        | Autodromo Nazionale Monza                     |
| 1980   | Italien        | Autodromo Enzo e Dino Ferrari (Imola)         |
| 1981   | Las Vegas      | Caesars Palace Grand Prix Circuit (Las Vegas) |
| 1982   | Großbritannien | Brands Hatch                                  |
| 1983   | Italien        | Autodromo Nazionale Monza                     |
| 1984   | USA Ost        | Detroit Street Circuit                        |
| 1985   | Australien     | Adelaide Street Circuit                       |
| 1986   | Mexiko         | Autódromo Hermanos Rodríguez (Mexiko-Stadt)   |
| 1987   | Japan          | Suzuka International Racing Course            |
| 1988   | Großbritannien | Silverstone Circuit                           |
| 1989   | Japan          | Suzuka International Racing Course            |
| 1990   | Australien     | Adelaide Street Circuit                       |
| 1991   | Frankreich     | Circuit de Nevers Magny-Cours                 |
| 1992   | Frankreich     | Circuit de Nevers Magny-Cours                 |
| 1993   | Europa         | Donington Park                                |
| 1994   | Pazifik        | Okayama International Circuit                 |
| 1995   | Australien     | Adelaide Street Circuit                       |
| 1996   | Australien     | Albert Park Circuit (Melbourne)               |
| 1997   | Australien     | Albert Park Circuit (Melbourne)               |
| 1998   | San Marino     | Autodromo Enzo e Dino Ferrari (Imola)         |
| 1999   | Malaysia       | Sepang International Circuit                  |
| 2000   | USA            | Indianapolis Motor Speedway                   |
| 2001   | Kanada         | Circuit Gilles-Villeneuve (Montreal)          |
| 2002   | Ungarn         | Hungaroring                                   |
| 2003   | Spanien        | Circuit de Barcelona-Catalunya                |
| 2004   | Bahrain        | Bahrain International Circuit (Sakhir)        |
| 2005   | Monaco         | Circuit de Monaco                             |
| 2006   | Brasilien      | Autódromo José Carlos Pace (São Paulo)        |
| 2007   | USA            | Indianapolis Motor Speedway                   |
| 2008   | Singapur       | Marina Bay Street Circuit (Singapur)          |
| 2009   | Abu Dhabi      | Yas Marina Circuit                            |
| 2010   | Korea          | Korean International Circuit (Yeongam)        |
| 2011   | Indien         | Buddh International Circuit                   |
| 2012   | Indien         | Buddh International Circuit                   |
| 2013   | Brasilien      | Autódromo José Carlos Pace (São Paulo)        |
| 2014   | Russland       | Sochi Autodrom                                |
| 2015   | Mexiko         | Autódromo Hermanos Rodríguez (Mexiko-Stadt)   |
| 2016   | Mexiko         | Autódromo Hermanos Rodríguez (Mexiko-Stadt)   |
| 2017   | Mexiko         | Autódromo Hermanos Rodríguez (Mexiko-Stadt)   |
| 2018   | Mexiko         | Autódromo Hermanos Rodríguez (Mexiko-Stadt)   |
| 2019   | Mexiko         | Autódromo Hermanos Rodríguez (Mexiko-Stadt)   |

## TV-Trophäe
Mit diesem Preis wurden Fernsehsender für die beste Übertragung eines Formel-1-Wochenendes ausgezeichnet. Dabei wählten alle Fernsehsender, die selbst für die Übertragung eines Rennwochenendes verantwortlich zeichneten (in Deutschland war dies für den Großen Preis von Deutschland bzw. Europa RTL), aus ihrer Mitte den Gewinner. Der Preis erübrigte sich, nachdem die FOM die Übertragung zentral als Weltregie übernahm. Die Organisatoren des Monaco-GP waren der letzte Veranstalter, der selbst übertrug.
Anmerkung: 2007 wurde der Preis nicht vergeben.
| Saison | Sender                       | Nation                                              |
| ------ | ---------------------------- | --------------------------------------------------- |
| 2004   | Formula One Management       | Vereinigtes Konigreich                              |
| 2005   | RTL Television               | Deutschland                                         |
| 2006   | Formula One Management       | Vereinigtes Konigreich                              |
| 2007   | —                            | —                                                   |
| 2008   | Formula One Management       | Vereinigtes Konigreich                              |
| 2009   | Formula One Management       | Vereinigtes Konigreich                              |
| 2010   | Formula One Management, ADMC | Vereinigtes Konigreich Vereinigte Arabische Emirate |
| 2011   | BBC Sport                    | Vereinigtes Konigreich                              |
| 2012   | Sky Sport                    | Vereinigtes Konigreich                              |
| 2013   | Sky Sport                    | Vereinigtes Konigreich                              |